# Le Cirque Fandango
Pour plus de détails, voir Fiche technique et Distribution.
Le Cirque Fandango (Cirkus Fandango) est un film norvégien réalisé par Arne Skouen, sorti en 1954.

## Fiche technique
- Titre : Le Cirque Fandango
- Titre original : Cirkus Fandango
- Réalisation : Arne Skouen
- Scénario : Arne Skouen
- Musique : Gunnar Sønstevold
- Photographie : Finn Bergan
- Montage : Fritze et Eric Nordemar
- Société de production : Norsk Film
- Pays :  Norvège
- Genre : Drame
- Durée : 87 minutes
- Dates de sortie : 
  -  Norvège : 22 février 1954

## Distribution
- Arne Arnardo : Fandango, le chef
- Joachim Holst-Jensen : Papa, le clown
- Ilselil Larsen : Tove
- Toralv Maurstad : Jannik
- Adolf Bjerke : Legen
- Svein Byhring : Stallgutten
- Turid Haaland : Carmen
- Jørgen Henriksen : Stump
- Arvid Nilssen : Snekkeren
- Alberto Schtirbu : Harmandez

## Distinctions
Le film a été présenté en sélection officielle en compétition au Festival de Cannes 1954.